# البدائع
البدائع هي مدينة سعودية والمركز الإداري لمحافظة البدائع التابعة لمنطقة القصيم.

## التسمية
البدائع، جمع بديعة بمعنى حديثة، وسميت بذلك لأنها حديثة ومبدوعة، ولأن آبارها لم تكن آباراً قديمة، بل إن آبارها ابتدعت حديثاً. وتشير بعض المصادر إلى أنها كانت تسمى قبل أن يتم إنشاء الآبار - لدى سكان البلاد المجاورة - بالجنْبة، وتعني جانب الشيء أو ناحيته، كما ترى مصادر أخرى[بحاجة لمصدر] أنها كانت تسمى المنزلة، أو منزلة عبدالمحسن صالح الهويريني امير البدائع، نسبة إلى صالح الهويريني، والذي - وفقاً لهذه المصادر - يعتبر أول من ابتدع مزرعة فيها.

## التاريخ
تشير بعض المصادر إلى أن نشأة البدائع كانت في عام 1000هـ (1591م)، وبالرغم من ذلك، إلا أنها تضم عدداً من الأماكن التاريخية بأسماء مختلفة، ومن هذه الأماكن - مرتبة بحسب الأقدمية - رامة والشبيبية.

### رامة
يعود تاريخ رامة إلى العصر الإسلامي والأموي (625م - 750م) وهي معروفة عند جميع أهل نجد.
قال جرير يهجو الأخطل :

### الشبيبة
كانت موضع حربي جرت فيه عدة معارك بين عبدالله بن سعود وطوسون، وذكرها ابن بشر في حوادث سنة 1230 هـ.

### الوادي
ويقصد فيه وادي الرمة حيث تقع البدائع على ضفته الجنوبية، وامتاز بخصوبته وازدهار مزارع القمح فيه.

### الخنِقِة
يقع شرق البدائع بينها وبين عنيزة.

### الكراع
يرجح أنها المنطقة التي قصدها الشاعر زهير بن جذيمة العبسي في رثائه لابنه: 
طال ليلي ببطن ذات كراع   إذ نعى فارس الجرادة ناع

### المضابيع
وقعت فيه معركة حربية عام 1348 هـ بين أهالي البدائع و فريق من الدلابحة من الروقة من عتيبة. وقال جميل بن مطلق الغرابي عن المكان:
ويا بد من مزنٍ مع البعد ينقاد    كنه من القبلة رواسي جباله
وجعله على روس المضابيع ينقاد   واللي طمع به من بعيد عناله

## المؤرخون

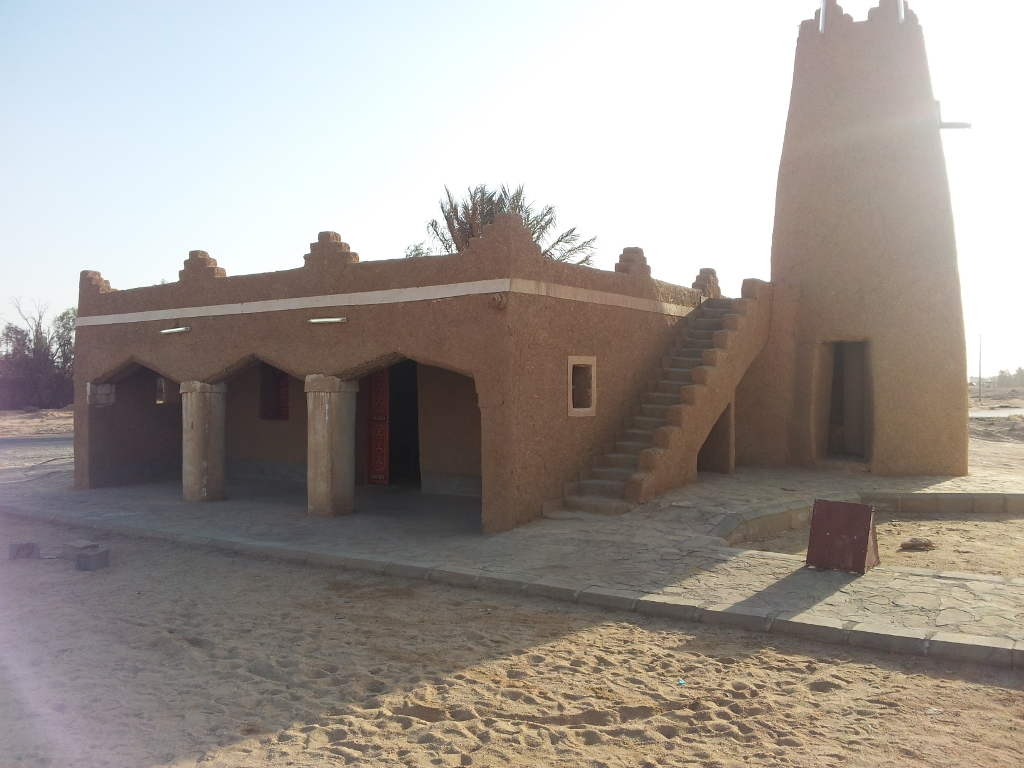
مسجد الشبيبية بعد إعادة ترميمه عام 1429 هـ.

ومما قاله عنها المؤرخون، كإبراهيم بن عبدالمحسن بن عبيد في حوادث 1299 هـ: وفيها شرع بحفر آبار البدائع المعروفة، وكانت البدائع تمتاز بقوة واتساع ناحية لما لأهلها من الهمة العالية في الزراعة. وذكرها المستشرق لوريمر قائلا: إنها مجموعة قصور يقطنها السبيع والعتيبة، يشغل السكان ما بين 2 - 3 أميال، ومعظم البطيخ الذي يزرع هنا يباع في عنيزة، والآبار توجد في ناحية القصور.

## التنمية
أُفتتحت أول مدرسة في البدائع عام 1369 هـ، وفي عام 1376 هـ أُفتتحت المحكمة الشرعية، وتوالى بعدها افتتاح البلدية 1393 هـ و الهاتف في عام 1381 هـ و البريد في عام 1380 هـ، كما تم في عام 1378 هـ افتتاح معهد المعلمين في البدائع تبعه افتتاح المعهد العلمي عام 1388 هـ.
بُنيت أول مدرسة للبنات في البدائع في عام 1384 هـ، وأول مركز للشرطة كان عام 1402 هـ، وفي عام 1385 هـ تأسس نادي الرمة الرياضي ثم تغير اسمه إلى نادي البدائع الرياضي عام 1435هـ، وتأسس أول مستوصف فيها عام 1386 هـ، وبعد عقود أفتتحت مستشفى البدائع النموذجي بسعة خمسين سريراً.

## أعلام من البدائع
- محمد بن عبدالرحمن السحيباني (1339-1431هـ): شيخ عالم بالفقه والحديث والقرآن.[10]
- عبدالله بن محمد العبيد: ولد في البدائع 1355 هـ، عين سنة 1382 ه قاضيا في محكمة الرياض لمدة 12 سنة.
- د. عبيدالله بن صالح العبيد، رئيس الجامعة الإسلامية بالمدينة المنورة.
- د. سليمان بن عبدالله الجريبان، مدير عام مشروع الجسر السعودي البحريني.

## الإمارة
- عبدالعزيز العلي السديس من 1377 هـ حتى 1391 هـ..
- سليمان بن محمد الكثيري من 1392 هـ إلى 1396 هـ.
- ناصر بن سعد بن هويدي من 1397 هـ إلى نهاية السنة.
- صالح بن محمد الجاسر من 1398 هـ إلى 1399 هـ.
- ابراهيم بن راشد الشبرمي.